# Von Wagner
Cal Bloom, meglio conosciuto con il ring name Von Wagner (Osseo, 30 giugno 1994), è un wrestler statunitense.
È il figlio di Wayne Bloom, ex wrestler attivo principalmente negli gli anni novanta.

## Biografia
Tra il 2012 e il 2016 Cal Bloom ha giocato a football americano nella squadra collegiale della University of Central Florida di Orlando (Florida).

## Carriera

### WWE (2019–2024)

#### NXT(2019–2023)
Nel 2019 Cal Bloom firmò un contratto di sviluppo con la WWE e venne inviato al Performance Center di Orlando per ricevere ulteriore allenamento. Dopo aver lottato in diversi live-event di NXT, debuttò in televisione durante la puntata di SmackDown del 10 aprile 2020 venendo sconfitto facilmente da Sheamus in qualità di jobber; due settimane più tardi perse anche un match contro R-Truth a Main Event.
Nella puntata di NXT 2.0 del 14 settembre 2021, con il ring name Von Wagner, prese parte ad un Fatal 4-Way match per il vacante NXT Championship che comprendeva anche LA Knight, Pete Dunne e Tommaso Ciampa, ma l'incontro venne vinto da quest'ultimo. Nelle settimane successive aiutò Kyle O'Reilly a difendersi dai continui attacchi di Pete Dunne e Ridge Holland, vincendo anche un Tag Team match contro di loro il 12 ottobre. Nella puntata di NXT 2.0 del 30 novembre Wagner e O'Reilly sconfissero il Legado del Fantasma (Joaquin Wilde e Raul Mendoza) diventando gli sfidanti all'NXT Tag Team Championship a NXT WarGames, ma vennero tuttavia sconfitti dall'Imperium (Fabian Aichner e Marcel Barthel), fallendo nel tentativo di conquistare i titoli; a match finito, Wagner effettuò un turn heel cercando di attaccare O'Reilly ma quest'ultimo riuscì a lasciare il ring incolume. Successivamente venne affiancato da Robert Stone (noto poi come Mr. Stone) come manager vincendo un discreto numero di match sconfiggendo avversari come Brooks Jensen, Ikemen Jiro e Sanga. Nella puntata di NXT del 4 ottobre 2022 prevalse su Andre Chase qualificandosi per il Ladder match per il vacante NXT North American Championship a NXT Halloween Havoc. Il 22 ottobre, durante tale evento, non riuscì a conquistare il vacante NXT North American Championship in un 5-Way Ladder match che comprendeva anche Carmelo Hayes, Nathan Frazer, Oro Mensah e Wes Lee poiché fu quest'ultimo a vincere la contesa. Nella puntata di NXT del 15 novembre affrontò Bron Breakker per l'NXT Championship ma venne sconfitto. Il 14 febbraio, ad NXT, rispose alla Open challenge di Wes Lee per l'NXT North American Championship ma venne sconfitto.

#### Free-agent (2023–2024)
Il 1º maggio, per effetto del Draft, divenne un free-agent per il roster principale. Fece la sua prima apparizione a Raw nella puntata del 15 maggio partecipando ad una battle royal per determinare il nuovo sfidante di Gunther per l'Intercontinental Championship ma venne eliminato.
Nella puntata di NXT del 30 gennaio venne sconfitto da Noam Dar in un british rounds rules match per 2-0, non riuscendo a conquistare l'NXT Heritage Cup.
Senza alcuna collocazione precisa, il 22 aprile venne licenziato dalla WWE.

## Personaggio

### Mosse finali
- Double underhook brainbuster

### Musiche d'ingresso
- Might is Right di Dale Portland (2020–2023)
- Runaway dei def rebel (2023–2024)[13]